# آقچلی سفلی
آقچلی سفلی، روستایی است از توابع بخش مرکزی شهرستان گنبد کاووس در استان گلستان ایران.

## جمعیت
این روستا در دهستان سلطانعلی قرار داشته و براساس سرشماری سال ۱۳۸۵جمعیت آن ۹۳۰نفر (۲۱۲خانوار) بوده‌است.